# Aunette
Pour les articles ayant des titres homophones, voir Honnête et ONET.
L'Aunette est une rivière française, affluent de la Nonette en rive droite, donc un sous-affluent de la Seine par l'Oise. Elle coule dans le département de l'Oise en ancienne région Picardie donc en nouvelle région des Hauts-de-France.

## Géographie
L'Aunette prend sa source à Rully et rejoint la Nonette, après un parcours de 14,1 km à l'ouest de la commune de Senlis, à la limite de celle de Courteuil. Cette rivière n'a pas d'affluent répertorié.

### Communes et cantons traversés
L'Aunette traverse, d'amont en aval, les communes de Rully, Brasseuse, Barbery, Ognon, Chamant, Senlis et Courteuil, toutes situées dans le département de l'Oise.
En termes de cantons, elle prend sa source dans le canton de Pont-Sainte-Maxence, et rejoint la Nonette dans le canton de Senlis, le tout dans l'arrondissement de Senlis.

### Bassin versant
L'Aunette traverse une seule zone hydrographique « la Nonette du confluent de la Launette au confluent de l'Oise (exclu) » (H222) de 415 km2 de superficie.

### Organisme gestionnaire
L'organisme gestionnaire est le Syndicat interdépartemental du SAGE de la Nonette] (S.I.S.N.), épaulé par EPTB Entente Ose Aisne « compétente sur l'ensemble du bassin versant de l'Oise, de l'Aisne et de leurs affluents, soit 16 900 km2 », sis à Compiègne.

## Affluents
L'Aunette n'a pas d'affluent référencé.

### Rang de Strahler
Donc son rang de Strahler est de un.

## Hydrologie
Son régime hydrologique est dit pluvial océanique.

## Étymologie
Dérivé du gaulois onno (« cours d'eau »).